# لورا ایکمن
لورا ایکمن (به انگلیسی: Laura Aikman) (زاده ۲۴ دسامبر ۱۹۸۵) بازیگر انگلیسی است.
از کارهای معروف او می‌توان به بازی در فیلم نجات پیکاسو و میمون خونخوار اشاره کرد.